# 60-tals Party Let's Dance 2
60-tals party Let's dance 2 är ett album från 1992 av det svenska dansbandet Shanes.

## Låtlista
1. Ja, jag kan (I Can Jive) (C.Högberg-D.Lawton-K.Almgren)
2. Jeannie (Jeannies coming back) (Norell-Oson-Bard-K.Almgren)
3. The birds and the bees (H.Newman-B.Stewart)
4. The shoop shoop song - It's in his kiss (R.Clark)
5. Dansa i ett månsken (Kissing in the Moonlight) (Norell-Oson-Bard-L.Grahn-A.Engström)
6. Har aldrig vart nån ängel  (Gonna find my angel) (Norell-Oson-Bard-K.Almgren)
7. Move it (J.Samwell)
8. Upp, flyger vi upp (B.Ander)
9. Chris craft no 9 (J.Sundqvist)
10. I'm a believer (N.Diamond)
11. Twisting the night away (S.Cooke)
12. Can I trust you (lo ti daro' di piu') (E.Rimigi-P.Vance)
13. Så länge jag har dig (L.Grahn-L.Källenius)
14. Om ni träffas (Norell-Oson-Bard-A.Engström)